# Ладнов, Анатолий Николаевич
Анатолий Николаевич Ладнов (род. 13 марта 1935, Миасс) — советский и российский живописец, Народный художник Российской Федерации (2007).

## Биография
Анатолий Ладнов родился 13 марта 1935 года в городе Миасс Челябинской области. Начал учиться рисованию изостудии Б. М. Дунаева. В 1958 году окончил Пензенское художественное училище имени К. А. Савицкого, где обучался у педагогов педагогов Н. К. Краснова и Н. В. Дубкова. С 1960 по 1966 году обучался в Московском государственном художественном институте имени В. И. Сурикова у профессоров В. Г. Цыплакова  и А. М. Соловьёва. После окончания института переехал в Челябинск.
В Челябинске Анатолий Ладнов стал работать в местном отделении Художественного фонда РСФСР. С 1970 года — член Союза художников СССР. Неоднократно избирался членом правления Челябинского отделения Союза художников РСФСР. Был членом художественного совета Челябинского творческо-производственного комбината Художественного фонда РСФСР. Преподавал в Челябинском художественном училище.
Анатолий Ладнов является мастером станковой живописи, автор жанровых полотен, портретов и пейзажей. С 1969 года принимал участие в областных, зональных, республиканских, всесоюзных, международных художественных выставках. За период творческой деятельности были проведены более 8 персональных выставок. Работы Анатолия Ладнова хранятся в музеях, художественных галереях, частных собраниях в России и за рубежом.

## Награды и звания
- Народный художник Российской Федерации (2007)[3]
- Заслуженный художник Российской Федерации (1998)[1]